# Hit and Run (film 2012)
Hit and Run è un film del 2012 diretto da David Palmer e Dax Shepard.

## Trama
Dopo un trascorso come autista di rapine, Charlie Bronson entra a far parte di un programma di protezione testimoni. Pur di accompagnare la propria fidanzata a Los Angeles alla ricerca del lavoro dei suoi sogni, però, ignora il regolamento andando fuori città. La ragazza è ignara di tutto, ma le cose si complicano quando i federali e i suoi ex-complici si mettono sulle loro tracce.

## Promozione
Il 28 giugno 2012 è stato diffuso online il primo trailer del film.

## Curiosità
L'auto utilizzata da Dax Shepard è una Lincoln Continental del 1967 di proprietà dello stesso Dax Shepard.
L'auto di Bradley Cooper è una Cadillac CTS-V Wagon montante un V8 6,2 litri che eroga 564 CV con una coppia massima di 76,1kgm.
Invece l'auto guidata da Michael Rosenbaum è una Pontiac Solstice Roadster

## Distribuzione
Il film è stato distribuito nelle sale statunitensi il 22 agosto 2012.